# Jankovac, Bihać
Jankovac je naselje v občini Bihać, Bosna in Hercegovina. 

## Deli naselja
Jankovac.

## Prebivalstvo
| Pregled števila prebivalcev po letih | Pregled števila prebivalcev po letih | Pregled števila prebivalcev po letih | Pregled števila prebivalcev po letih | Pregled števila prebivalcev po letih | Pregled števila prebivalcev po letih |
| ------------------------------------ | ------------------------------------ | ------------------------------------ | ------------------------------------ | ------------------------------------ | ------------------------------------ |
| 1948                                 | 1953                                 | 1961                                 | 1971                                 | 1981                                 | 1991                                 |
| -                                    | -                                    | -                                    | 149                                  | 91                                   | 15                                   |

| Narodna sestava prebivalstva po letih                                                                                        | Narodna sestava prebivalstva po letih                                                                                    | Narodna sestava prebivalstva po letih                                                                                  |
| --- | --- | --- |
| 1971 | 1981 | 1991 |
| . skupaj: 149 Srbi 108 (72,48 %) Muslimani 40 (26,84 %) Hrvati 1 (0,67 %) Jugoslovani 0 (0,00 %) drugi in neznano 0 (0,00 %) | . skupaj: 91 Srbi 84 (92,30 %) Hrvati 0 (0,00 %) Muslimani 0 (0,00 %) Jugoslovani 6 (6,59 %) drugi in neznano 1 (1,09 %) | . skupaj: 15 Srbi 15 (100 %) Hrvati 0 (0,00 %) Muslimani 0 (0,00 %) Jugoslovani 0 (0,00 %) drugi in neznano 0 (0,00 %) |